# ماتیلده د آنجلیس
ماتیلده د آنجلیس (ایتالیایی: Matilda De Angelis؛ زادهٔ ۱۱ سپتامبر ۱۹۹۵) بازیگر اهل ایتالیا است.
از جمله فیلم‌های او می‌توان به جایزه، در امتداد رودخانه به سمت درخت‌ها و مینی‌سریال فروپاشی اشاره کرد.

دی آنجلیس در سیزده سالگی نواختن گیتار و ویولن را آغاز کرد. او در مدرسه علمی «انریکو فرمی» در بولونیا شرکت کرد. در سال ۲۰۱۵، ماتئو روور، کارگردان، او را مورد توجه قرار داد و او را به عنوان نقش اول در فیلم مسابقه ایتالیایی (۲۰۱۶) انتخاب کرد.دی آنجلیس برای اولین نقش خود نامزد دریافت جایزه فیلم دیوید دی دوناتلو در سال ۲۰۱۷ برای بهترین بازیگر زن شد. او همچنین آهنگ «هفده» فیلم را نوشت و خواند که در همان مراسم جایزه نامزد بهترین آهنگ اصلی شد.در سال ۲۰۲۳ او نقش اصلی را در مینی سریال ایتالیایی قانون به گفته لیدیا پوئت بازی کرد، که برای آن نامزد جایزه Nastro d'argento برای بهترین بازیگر زن شد و جایزه بهترین سریال جنایی را دریافت کرد.

از سال ۲۰۲۲ دی آنجلیس با الساندرو دی سانتیس، خواننده و رهبر گروه موسیقی دوتایی سانتی فرانسی، رابطه داشته است. آنها در سال ۲۰۲۴ نامزد کردند.